# City Golf
City Golf és un balneari de l'Uruguai ubicat al departament de Canelones. Es troba al nord de la Ruta Interbalneària, entre Atlántida i Estación Atlántida.

## Població
Segons les dades del cens de l'any 2004, City Golf tenia 854 habitants.
| Any  | Població |
| ---- | -------- |
| 1985 | 216      |
| 1996 | 616      |
| 2004 | 854      |

Font: Institut Nacional d'Estadística de l'Uruguai